# Хормерсдорф
Хормерсдорф (њем. Hormersdorf) општина је у њемачкој савезној држави Саксонија. Једно је од 69 општинских средишта округа Ерцгебирге. Према процјени из 2010. у општини је живјело 1.588 становника. Посједује регионалну шифру (AGS) 14521300.

## Географски и демографски подаци
Хормерсдорф се налази у савезној држави Саксонија у округу Ерцгебирге. Општина се налази на надморској висини од 500 метара. Површина општине износи 11,3 km². У самом мјесту је, према процјени из 2010. године, живјело 1.588 становника. Просјечна густина становништва износи 140 становника/km².